# Werner Bähr
Werner Ernst Hermann Bähr (* 30. Mai 1926 in Guben; † 28. August 2015) ist ein ehemaliger deutscher Leichtathlet, der sich auf den Hochsprung spezialisiert hatte.

## Karriere
Werner Bähr trat bis 1955 für Olympia Neumünster an, ab 1956 war er beim VfL Wolfsburg. Er gewann im Freien vier deutsche Meistertitel: 1951 in Düsseldorf, 1952 in Berlin, 1953 in Augsburg und 1954 in Hamburg. 1955 in Frankfurt am Main belegte er den zweiten Platz hinter Hans-Jürgen Jenss und 1957 in Düsseldorf wurde er Zweiter hinter Theo Püll. Hinzu kamen zwei Hallenmeistertitel 1954 in Frankfurt am Main und 1957 in Kiel. Bei den Hallenmeisterschaften 1955 in Kiel ersprang er den zweiten Platz hinter Hans-Jürgen Jenss und 1958 in Dortmund erreichte er den zweiten Platz hinter Theo Püll.
Bähr trat von 1951 bis 1958 bei 34 Meisterschaften und Länderkämpfen im Nationaltrikot an. Bei den Europameisterschaften 1954 in Bern belegte Werner Bähr mit 1,93 Meter den siebten Platz.
Seine Bestleistung im Hochsprung betrug 2,03 Meter, gesprungen 1957 in Budapest mit dem kurz darauf verbotenen Katapultschuh. 1954 war er in Osaka mit normalen Sprungschuhen bereits 2,00 Meter gesprungen. Bährs Bestleistung im Stabhochsprung betrug 3,90 Meter aus dem Jahr 1953.
Werner Bähr war gelernter Bauingenieur.